# Philippe van Eecke
Philippe van Eecke (* 11. März 1971) ist ein Musikproduzent und Komponist. Er ist in Mannheim ansässig und betreibt dort das Klangzeuger Tonstudio Ma. Er arbeitete unter anderem für Xavier Naidoo und Yvonne Catterfeld.
Sein erfolgreichstes Projekt war Naidoos Soloalbum Telegramm für X. Das Album, das er zusammen mit Naidoo geschrieben und produziert hat, erhielt mehrere Auszeichnungen und verkaufte sich über 800.000 Mal. Für das Stück Dieser Weg, das in Deutschland während der Fußball-Weltmeisterschaft 2006 präsent war, komponierte er die Musik.

## Diskografie
| Jahr | Künstler             | Produktion                                          |
| ---- | -------------------- | --------------------------------------------------- |
| 2000 | Söhne Mannheims      | Wir haben euch noch nichts getan (Remix)            |
| 2001 | The Emadeus Club     | Sportschau – Seit 40 Jahren                         |
| 2001 | The Mannheim Uroband | The True Revolution (Remix)                         |
| 2001 | Brothers Keepers     | Don't give up (Vocals)                              |
| 2002 | Scarecrows           | Flow                                                |
| 2003 | Xavier Naidoo        | Wir gehören zusammen                                |
| 2003 | Xavier Naidoo        | Eyes R Shut                                         |
| 2003 | Xavier Naidoo        | Wo willst du hin? (Band-it!-Edit Remix)             |
| 2003 | Xavier Naidoo        | Auf Herz und Nieren (Vocals)                        |
| 2003 | Xavier Naidoo        | Wir haben alles Gute vor uns (Vocals)               |
| 2003 | Jazzkantine          | Schmetterling                                       |
| 2003 | Xavier Naidoo        | Wenn ich schon Kinder hätte (Rap)                   |
| 2003 | Xavier Naidoo        | Bevor du gehst (Bläser)                             |
| 2003 | Xavier Naidoo        | Kein Königreich (Bläser)                            |
| 2003 | Xavier Naidoo        | Sie ist im Viereck angelegt (Bläser)                |
| 2003 | Curse                | Ich versteh dich (Querflöte gespielt von P.v.Eecke) |
| 2004 | Orange Blue          | Is This The Point                                   |
| 2004 | Söhne Mannheims      | Dein Leben (Single- und Albumversion)               |
| 2004 | Bintia               | Disco Girl                                          |
| 2004 | Yvonne Betz          | Silber und Gold                                     |
| 2004 | Yvonne Catterfeld    | Liebe war es nicht                                  |
| 2004 | Zeichen der Zeit     | Du bist nicht allein                                |
| 2004 | Zeichen der Zeit     | Alle Zeichen                                        |
| 2004 | Söhne Mannheims      | Vielleicht (Vocals)                                 |
| 2005 | Xavier Naidoo        | Telegram für X (Album)                              |
| 2005 | Xavier Naidoo        | Dieser Weg (Single)                                 |
| 2006 | Xavier Naidoo        | Bist Du Am Leben Interessiert (Single)              |
| 2006 | Xavier Naidoo        | Zeilen Aus Gold (Single)                            |
| 2006 | Xavier Naidoo        | Was Wir alleine Nicht Schaffen (Single)             |